# Albaum
Albaum ist ein Dorf mit rund 700 Einwohnern im Zentrum der Gemeinde Kirchhundem am zur Hundem fließenden Albaumer Bach.

## Geografie
Das Dorf Albaum liegt in einem in Süd-Nord-Richtung verlaufenden Tal, das vom so genannten Albaumer Bach zur Hundem hin entwässert wird. Der Albaumer Bach trägt seinen Namen seit dem Zusammenfluss des von Heinsberg kommenden Aabaches bzw. Heinsberger Baches und der an der Nordseite der Albaumer Höhe an der Grenze zum Siegerland entspringenden und durch den Albaumer Grund zufließenden Lütken Aa. Der Ort wird umrahmt vom im Westen liegende 616 m hohe Berg Stüvelhagen und den Erhebungen  Dastein (510 m) und Lichtenhardt (607 m) im Osten, welche zu den Ausläufern des Rothaargebirges gehören. Eine interessante und als Naturschutzgebiet ausgewiesene Gesteinsformation stellen die Albaumer Klippen dar, die sich oberhalb des Ortes von der Talaue in östlicher Richtung zur Lichtenhardt ziehen. Es handelt sich dabei um eine mehrere hundert Meter lange Gruppe von Silikatfelsformationen mit einer schützenswerten Felsspaltenvegetation. Einer der Felsen kann bestiegen werden, und von einem kleinen Aussichtsplateau bietet sich ein Ausblick auf die Ortschaft. Am Nordhang des Stüvelhagens befindet sich außerdem das Naturschutzgebiet Krähenpfuhl, eine großflächige Wacholderheide mit Wacholderbeständen auf teilweise vermoorten Zwergstrauchheiden, die von eingestreuten oder begleitenden Birken-Moorwäldern, Erlenbruch- und Weichholz-Auenwäldern umgeben ist.

## Geschichte
Urkundlich wird Albaum erstmals 1313 erwähnt, und zwar im Güterverzeichnis der Grafen Wilhelm und Gottfried IV. von Arnsberg. Der Ortsname kommt im Laufe der Jahrhunderte in verschiedenen Schreibvarianten vor: 1313 Altbom, 1318 Alt Bom, 1402 Ailboem, 1454 Aelbom, 1536 Ailbaum. Die Unterscheidung zwischen den Dörfern Niederalbaum und Oberalbaum ist seit dem 15. Jahrhundert nachweisbar; seit Mitte der 1950er Jahre ist sie allerdings offiziell nicht mehr üblich.
Territorial gehörten Nieder- und Oberalbaum im Mittelalter zur Herrschaft Bilstein, die 1445 dem kurkölnischen Herzogtum Westfalen einverleibt wurde. Die kurkölnische Herrschaft endete 1802/03, als das Herzogtum infolge des Reichsdeputationshauptschlusses an das Großherzogtum Hessen-Darmstadt kam. Schon 1816 wurde das Territorium allerdings preußisch, seit 1946 gehört es zum Land Nordrhein-Westfalen. 1843/44 wurden die Albaum-Orte mit der politischen Gemeinde Kirchhundem Teil des neu gebildeten Amtes Kirchhundem, das bis 1969 Bestand hatte. Seitdem gehört Albaum als Ortsteil zur Gemeinde Kirchhundem.
Wichtiger Auslöser für das Zusammenwachsen beider Ortschaften dürfte der Bau der 1906 geweihten katholischen Herz-Jesu-Kirche gewesen sein. Das Bauwerk ist mittlerweile als Baudenkmal in die Denkmalliste der Gemeinde Kirchhundem eingetragen. Pfarrorganisatorisch gehörten die beiden Albaum-Orte zur seit dem Mittelalter bestehenden katholischen Pfarrgemeinde St. Peter und Paul in Kirchhundem. 1901 erfolgte die Gründung der Pfarrvikarie Albaum. Die beiden Orte hatten schon 1898 einen eigenen Seelsorger erhalten und wurden jetzt von der Pfarrei Kirchhundem abgetrennt. Seit dem Tod von Pater Buchta im Februar 1980 wurde die Stelle nicht wieder besetzt. Albaum gehörte einem Pastoralverbund mit den Pfarrgemeinden Kirchhundem, Heinsberg und Oberhundem an, ehe zum 1. Januar 2013 der Pastorale Raum Kirchhundem gebildet wurde, der nunmehr das gesamte Gemeindegebiet umfasst.
Während Albaum heute abseits der großen Fernstraßen liegt, war dies im Mittelalter und in der frühen Neuzeit anders. Über den Stüvelhagen zog in Süd-Nord-Richtung der Kriegerweg, eine historische Fernstraße von Siegen nach Paderborn. Möglicherweise gab es auch eine Ost-West-Verbindung, die aus dem Raum Frankenberg/Berleburg über die Rüspe kommend nach Olpe und weiter nach Köln führte. Der Bahnverkehr von Birkelbach nach Altenhundem, welcher Albaum seit 1914 mit der Ruhr-Sieg-Strecke verband – der Ort erhielt hier einen Bahnhof – wurde nach der Sprengung mehrerer Brücken am Ende des Zweiten Weltkrieges nicht wieder aufgenommen.
Eine Schule war in Niederalbaum schon 1739 vorhanden. Wegen des geringen Lehrergehaltes waren die Einwohner verpflichtet, den Lehrer der Reihe nach zu beköstigen. 1908 wurde ein neues Schulgebäude neben der katholischen Kirche errichtet. Mit Schließung der Schule zum 12. Juni 1969 war die über 230-jährige Schulgeschichte des Dorfes abgeschlossen. Heute gehört der Ort zu den Bezirken der katholischen Grundschule St. Katharina in Heinsberg und der Gemeinschaftsgrundschule in Würdinghausen.
Als Geburtsort des Kreisleiters der NSDAP im Kreis Olpe und Mitglied des Reichstages, Wilhelm Fischer, wurde Albaum während der Zeit des Nationalsozialismus bekannt. Der Kreisleiter setzte sich maßgeblich dafür ein, dass es zwischen Nieder- und Oberalbaum zum Bau eines Freibades kam, dessen Einweihung 1937 war. Es handelt sich um die Anlage, die vom ASV Forelle Albaum heute als Fischteich genutzt wird. Am Ende des Nazi-Regimes und des Zweiten Weltkrieges hatte Albaum 31 gefallene Soldaten sowie 11 Vermisste zu beklagen. Im Oktober 2011 setzte der Künstler Gunter Demnig in Albaum drei Stolpersteine für Opfer der Krankenmorde in der Zeit des Nationalsozialismus.

## Bauwerke

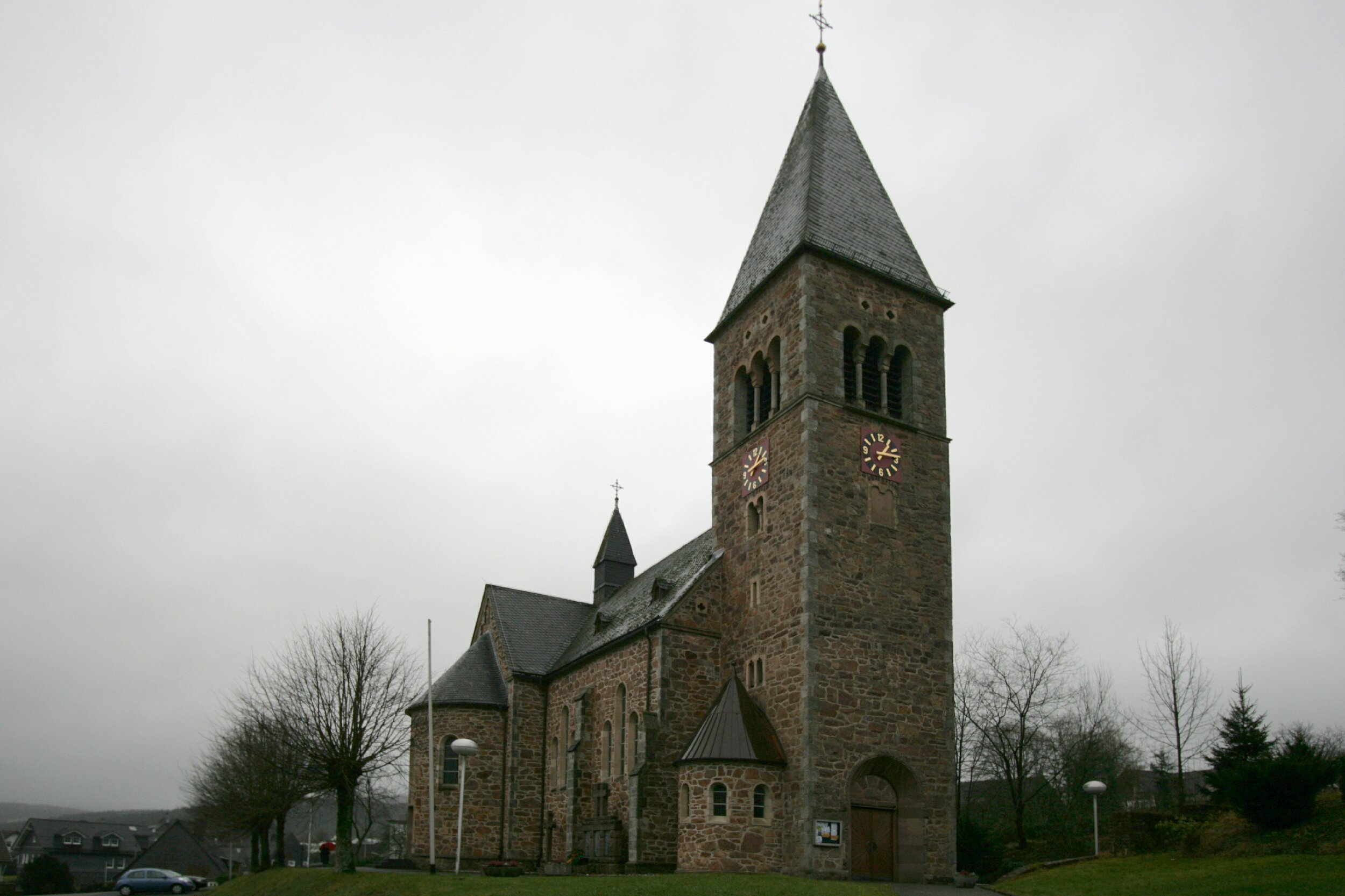
Herz-Jesu-Kirche Albaum

Ortsbildprägend auf einer Anhöhe über dem Dorf Nieder-Albaum liegt die im Jahre 1905/06 erbaute Herz-Jesu-Kirche, die im neoromanischen Baustil aus Bruchsteinen errichtet wurde. Die Vorgängerkapelle in Niederalbaum war der Hl. Katharina, die in Oberalbaum dem Hl. Vinzenz geweiht. Beide wurden nach Erstellung der neuen Kirche in den Jahren 1906 bzw. 1907 abgerissen.

## Wirtschaft

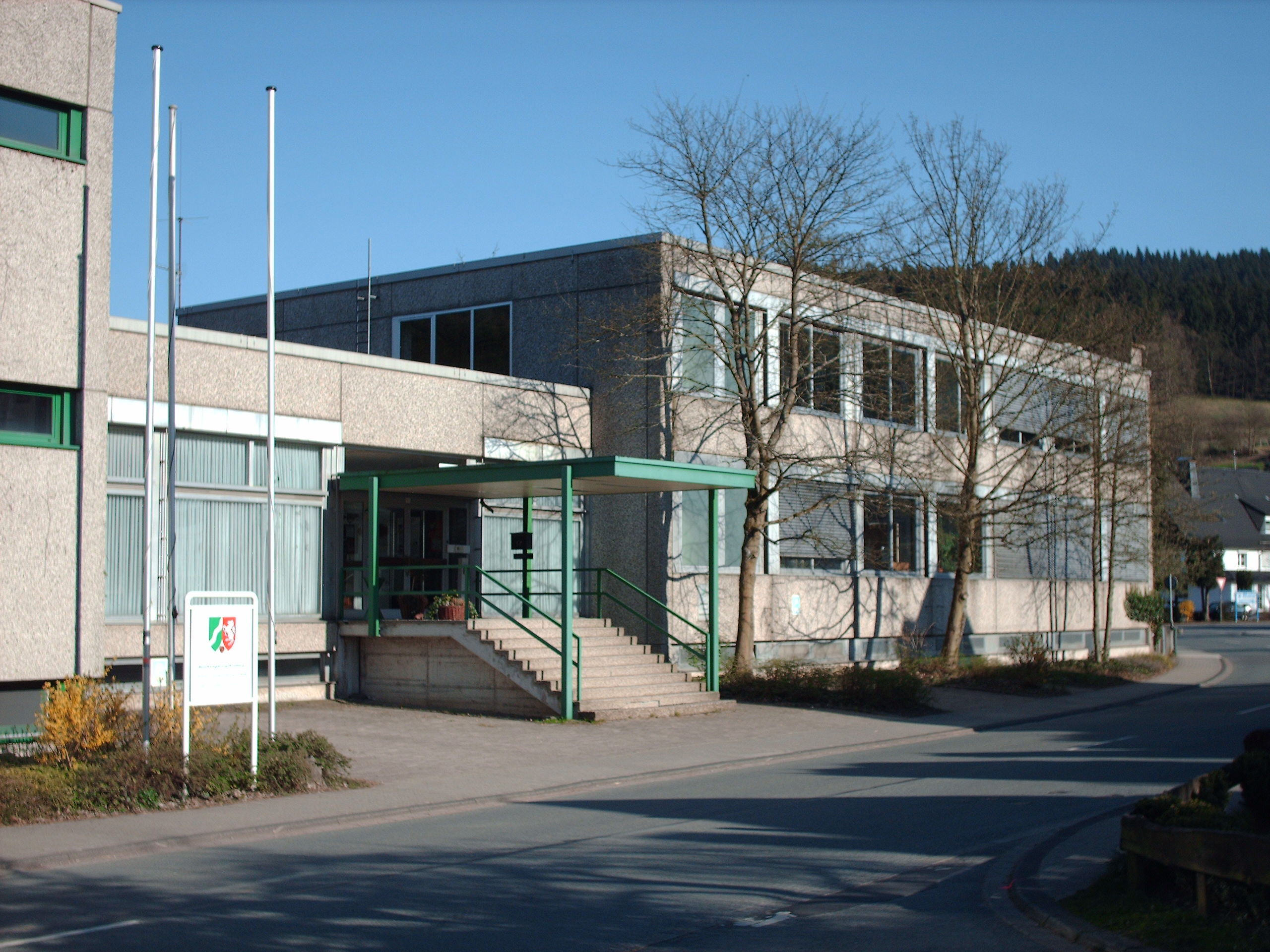
Fachbereich Fischereiökologie des LANUV NRW

Früher war Albaum hauptsächlich durch die Land- und Forstwirtschaft geprägt. Heute dominieren Betriebe aus dem Bereich der Elektrotechnik und Metallverarbeitung sowie Forstbaumschulen das Wirtschaftsleben des Ortes. Eine größere Anzahl von Arbeitsplätzen bietet außerdem das Landesamt für Natur, Umwelt und Verbraucherschutz NRW.

## Persönlichkeiten
- Jacob von Albaum (vor 1500–1548), Abt des Klosters Grafschaft
- Heinrich Bals (1868–1952), Lehrer und Schriftsteller
- Wilhelm Fischer (1906–1965), NSDAP-Kreisvorsitzender und Abgeordneter im NS-Reichstag
- Ulrich Braukämper (1944–2018), Völkerkundler
- Gerhard Beckmann (1948–2015), Agrarwissenschaftler und Direktor der Landwirtschaftskammer Westfalen-Lippe